# Puerto de Gijón
El puerto de Gijón, también conocido como El Musel, es un puerto marítimo español situado en el norte de la península ibérica, junto al mar Cantábrico. Su órgano rector es la Autoridad Portuaria de Gijón, organismo público que depende del Ministerio de Fomento.
Es el principal puerto granelero de España y el primero en movimiento de mercancías por ferrocarril, situándolo así como uno de los puertos más importantes de todo el Arco Atlántico.
Se encuentra ubicado a 5º41.9496’ longitud oeste y 43º33.5120’ de latitud norte y dispone de conexión directa por carretera y ferrocarril a las redes nacionales e internacionales.

## Historia
El primer uso de la ensenada donde hoy se localiza el puerto de El Musel como puerto, la debieron hacer los astures del castro de Noega, ya que el lugar reúne unas afortunadas condiciones naturales: lugar abrigado de los vientos más peligrosos por el cabo de Torres, fondo limpio, calado suficiente, carencia de corrientes, fuentes para hacer aguada, perfil característico y fácilmente identificable (La Muyerona, según los marineros gijoneses), lo cual lo convierte en uno de los mejores puertos naturales del Cantábrico.
Gijón ya contaba con un puerto, el actual Puerto Deportivo de Gijón, ubicado a los pies del cerro de Santa Catalina.En las décadas centrales del siglo XIX este puerto, conocido como El Muelle, comenzó a quedarse pequeño debido al fuerte proceso de industrialización que vivió Asturias. Las mercancías, principalmente carbón, necesita salir por mar. En Gijón lo hacía gracias al ferrocarril de Langreo (1856) y su sistema de drops. Este puerto fue ampliado sucesivamente pero seguía quedándose pequeño.
Se buscó como alternativa construir una nueva infraestructura en El Musel, situado a sotavento del cabo de Torres. Esta ubicación tuvo que enfrentarse a las aspiraciones de otros puertos asturianos, como eran San Esteban de Pravia y Avilés, interesados en acoger los tráficos de Gijón.
En 1854 el Estado le encargó al ingeniero Salustiano González Regueral un proyecto de nuevo puerto para Gijón al este del Cabo de Torres. Este lo concluyó en 1862. No obstante, no sería hasta 1891 cuando una Real Orden autorizó la construcción de dicho puerto. Sin embargo, se aprobó un proyecto elaborado por Francisco Lafarga y modificado notablemente por Alejandro Olano.

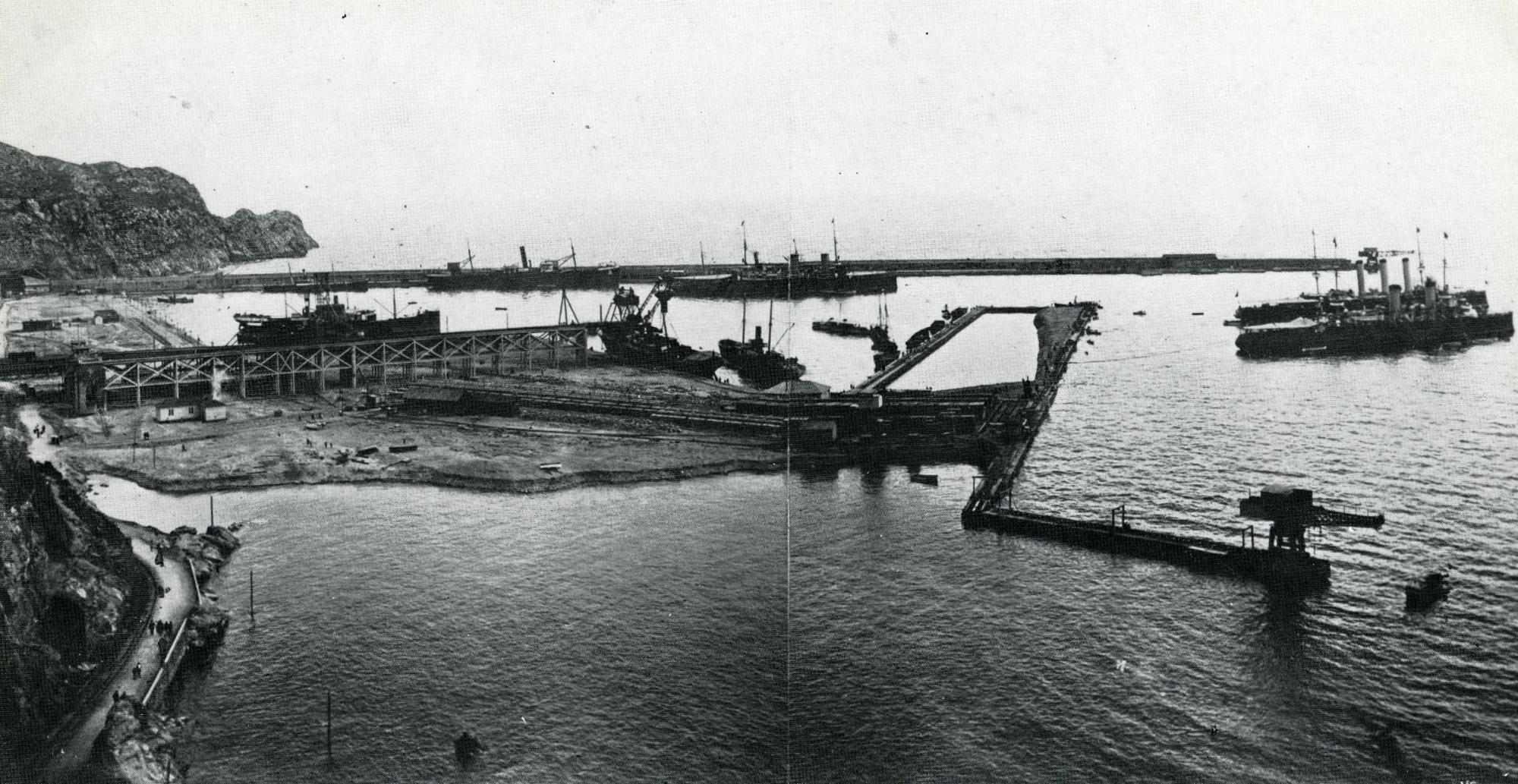
Construcción de El Musel, 1912

Entremedias y según iba tomando forma el proyecto, se desató un debate en la ciudad entre dos bandos. Un bando, los apagadoristas, defendían la mera ampliación de El Muelle y el otro, los muselistas, apoyaban la construcción de un nuevo puerto alejado del casco urbano de la ciudad.
Tras imponerse el criterio de los muselistas (lo cual no impidió que el viejo puerto fuera ampliado a su vez), en 1892 comenzó la construcción del "dique norte" y en 1895 el muelle de Ribera. El 23 de febrero de 1907 atraca el primer barco en el nuevo puerto, entrando así en servicio. No obstante, el puerto estaba lejos de concluirse y constantemente fue sometido a ampliaciones.
Durante la guerra civil española el puerto quedó en manos republicanas, y sufrió numerosos daños por los bombardeos de la Legión Cóndor, especialmente durante la Ofensiva de Asturias en el otoño de 1937. Durante la contienda salieron de este puerto, así como de otros de la cornisa cantábrica gran número de niños de familias republicanas y anarquistas en vapores mercantes  (M/Valencia Stambridge, Vapor Esles,...) con destino  Rusia, Reino Unido, Bélgica, Francia, México.... a pesar del bloqueo por el acorazado Almirante Cerveza y otros buques menores de la flota franquista.

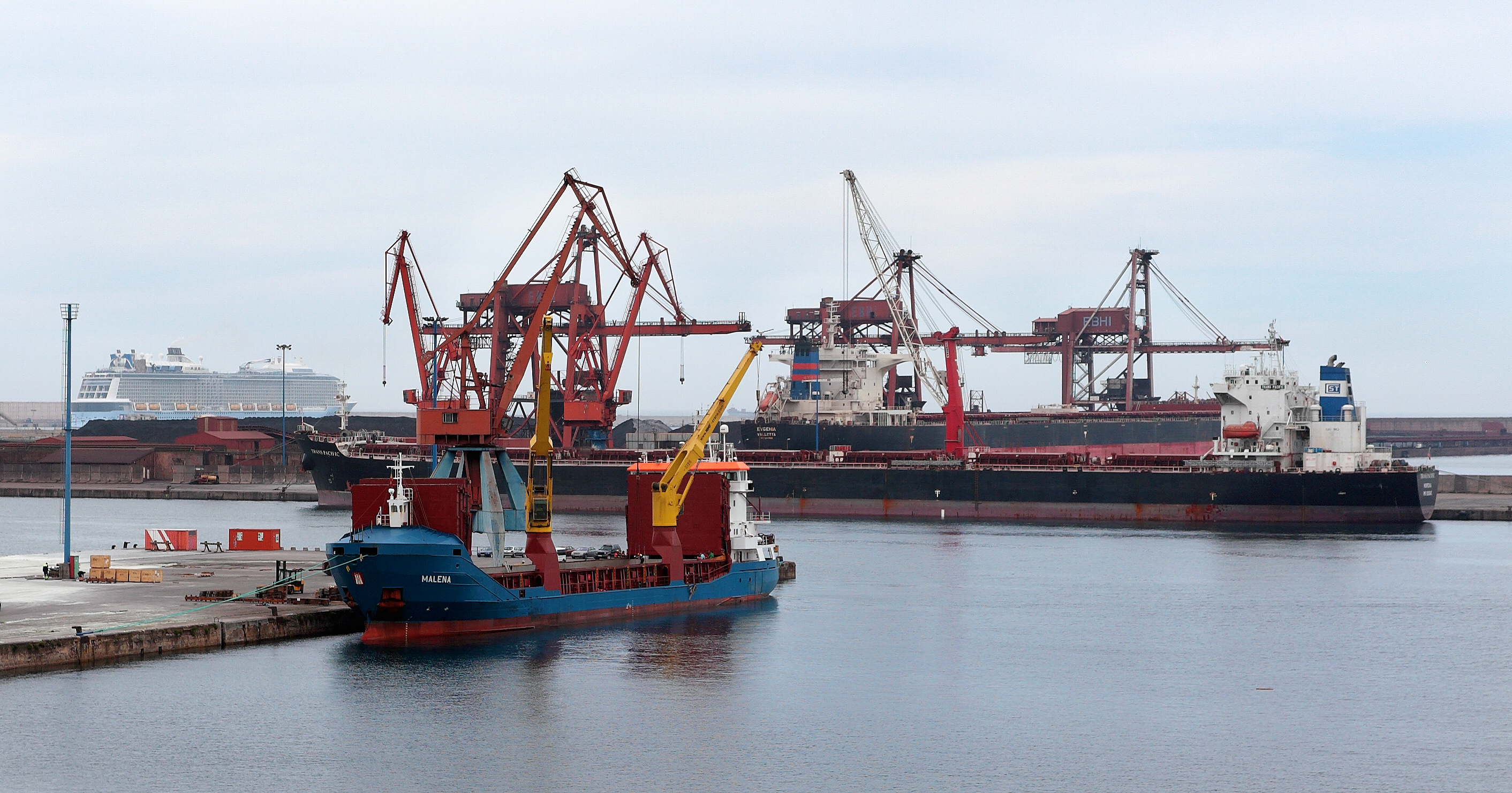
Diversos tráficos

El Musel salió adelante y, mediado el siglo XX, era un gran puerto exportador de hulla que alcanzaba, en 1956, la cifra de 2,8 millones de toneladas de combustible fósil embarcado. Por esos años empezaban a tomar forma los gigantes de la siderurgia. En la década de 1950 nacería la Empresa Nacional Siderúrgica (ENSIDESA) a orillas de la ría de Avilés. En los sesenta se construirían los diques de Levante y del Oeste en el puerto de El Musel y se crearía Hunosa.
A finales del siglo XX y a pesar de sucesivas ampliaciones el puerto estaba al borde de su capacidad. Las superficies ocupadas por el terminal de minerales se encontraban al límite de su capacidad, a pesar del alivio aportado por las instalaciones de Aboño, conectadas con los muelles de El Musel mediante túneles y cintas transportadoras.
A finales de los años noventa, el tráfico de mercancías en el puerto alcanzaba y mantenía los 20 millones de toneladas anuales, de los cuales 16 eran de graneles sólidos. En consecuencia, Gijón se convertía en el mayor puerto granelero de España. Pero se estaba a punto de alcanzar la capacidad máxima anual de movimiento en la terminal de minerales, cifrada en 17 millones de toneladas de mineral.
En 1999 comenzó a redactarse un ambicioso proyecto de ampliación. Este presentaba dos alternativas posibles y se escogió en 2004 la denominada "alternativa este".El tamaño de la infraestructura sería tal que el proyecto se conoció como superpuerto o El Muselón.
Las obras se iniciaron a comienzos de 2005 y finalizaron en 2011.La construcción de la ampliación fue adjudicada en enero de 2005 en 580 millones de euros, aunque sumó unos sobrecostes que hicieron superar los 700 millones de euros de inversión total. Los sobrecostes llevaron a juicio a 20 responsables en el denominado "caso El Musel", saliendo absueltos todos ellos.

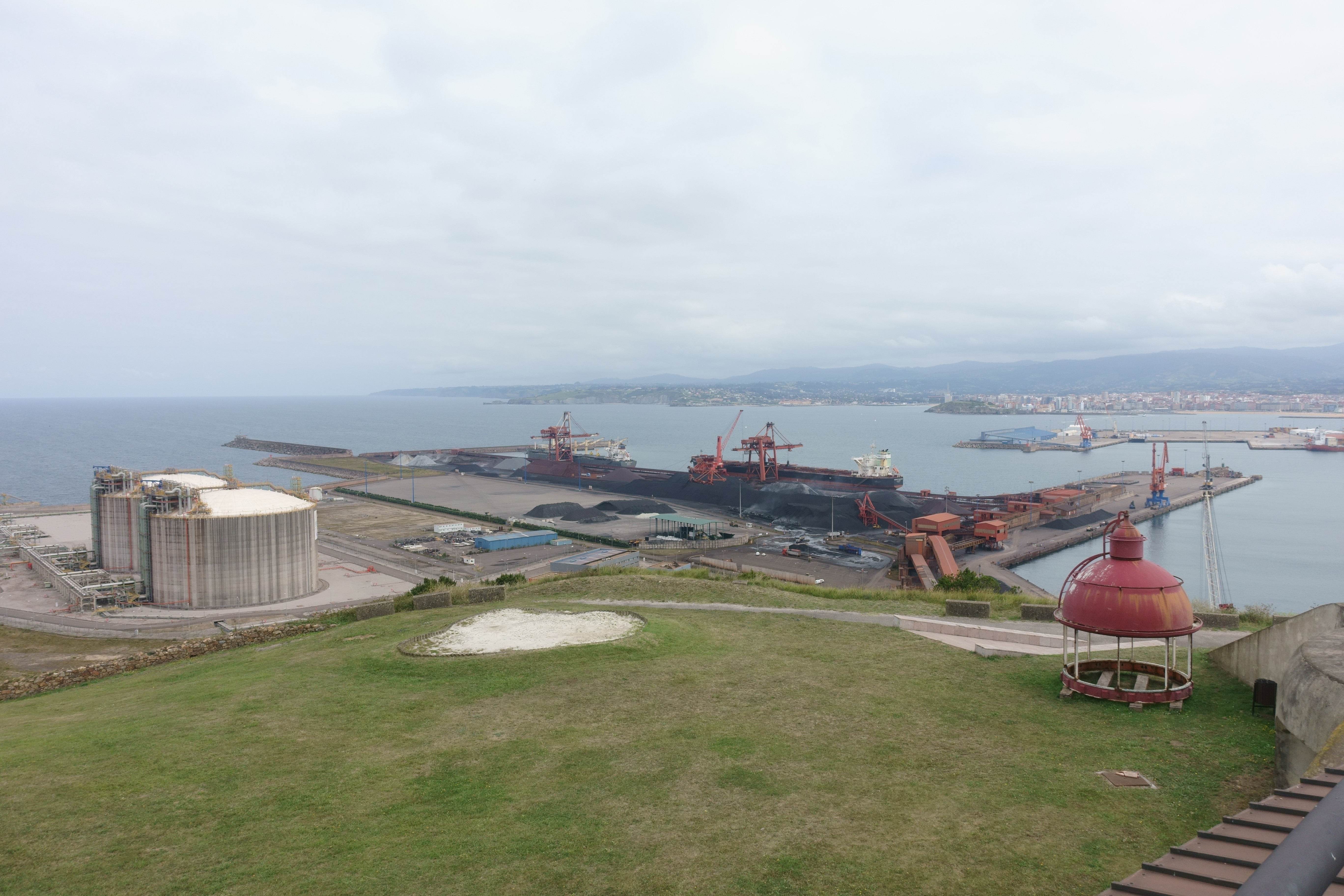
Muelle Olano

## Historia de los accesos al puerto

### Primer túnel de Aboño (1906/1973)
En 1906 abrió un túnel ferroviario que conectaba El Musel con Aboño. Pertenecía al Ferrocarril de Carreño. En 1964 la Junta de Obras del Puerto acordó desmantelar las vías y el túnel entró en abandono, aunque comenzó a ser usado por camiones provenientes de las canteras de Carreño a partir de 1967. Por este motivo, en 1972 comenzó su adecuación como carretera. El acondicionamiento terminó en mayo de 1973. Posteriormente, en agosto de 1978 el Ministerio de Obras Públicas inauguró una nueva carretera entre la boca oeste del túnel y la actual GJ-10. Este vial da acceso a la parte central del puerto desde la central térmica de Aboño y el parque de carbones.

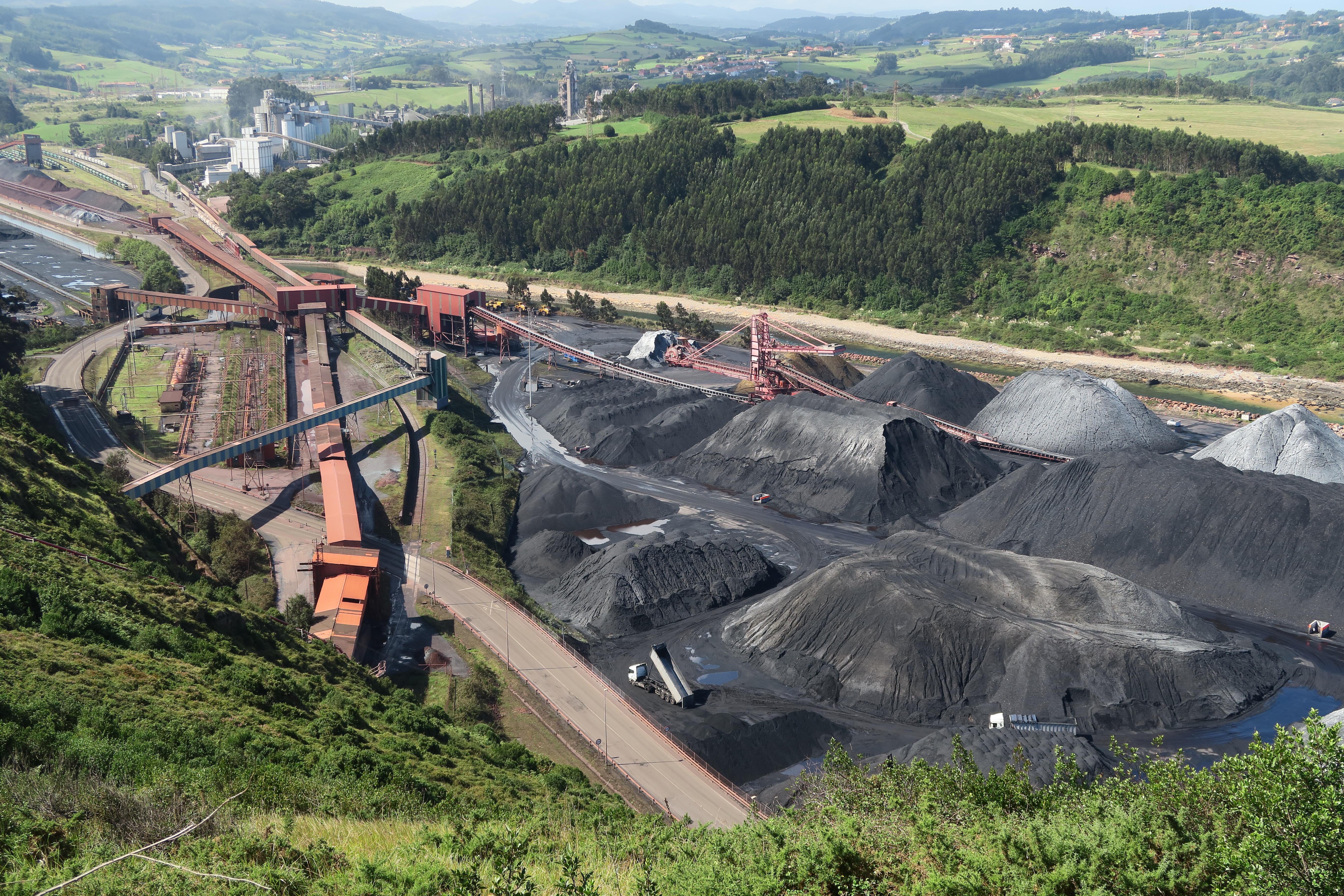
Ría de Aboño, donde se ubica la central térmica de Aboño y el parque de carbones. Está separada del puerto de El Musel mediante el Cabo de Torres, por lo que se construyeron dos túneles para poder conectar ambas zonas.

En diciembre de 2012 se derrumbó parte del interior del túnel. Desde ese momento el vial permanece totalmente cerrado al tráfico.

### Segundo túnel de Aboño (2006)
En marzo de 2004 la Autoridad Portuaria acordó construir un nuevo túnel de 390 metros que uniera Aboño con el puerto.Este segundo túnel se proyectó bajo el extremo norte del Cabo de Torres con la intención de que diera servicio directo a la ampliación. En noviembre de 2004 se comenzó a construir y se inauguró el 19 de junio de 2006. Fue adjudicado en 11,6 millones de euros.

### Vial de Jove (2029)
Sin embargo, la comunicación de El Musel en carretera se realiza principalmente mediante la avenida del Príncipe de Asturias, que atraviesa buena parte del casco urbano. Para darle un trazado alternativo, en 1986 se recogió la construcción de una autovía por Jove. En 1996 se iniciaron los trámites para su construcción pero se detuvo por el rechazo vecinal que recibió.
El 19 de diciembre de 2005 se firmó un convenio entre la Autoridad Portuaria de Gijón, el Ministerio de Fomento, el Gobierno de Asturias y el Ayuntamiento de Gijón que dio lugar al vial de Jove. Sin embargo, no sería hasta 2023 cuando se licitó la estructura, conformada principalmente por un túnel de escaso impacto ambiental. Está prevista su apertura en 2029.

## Instalaciones
El Puerto de Gijón está equipado con las más modernas instalaciones, aptas para manipular todo tipo de tráficos.

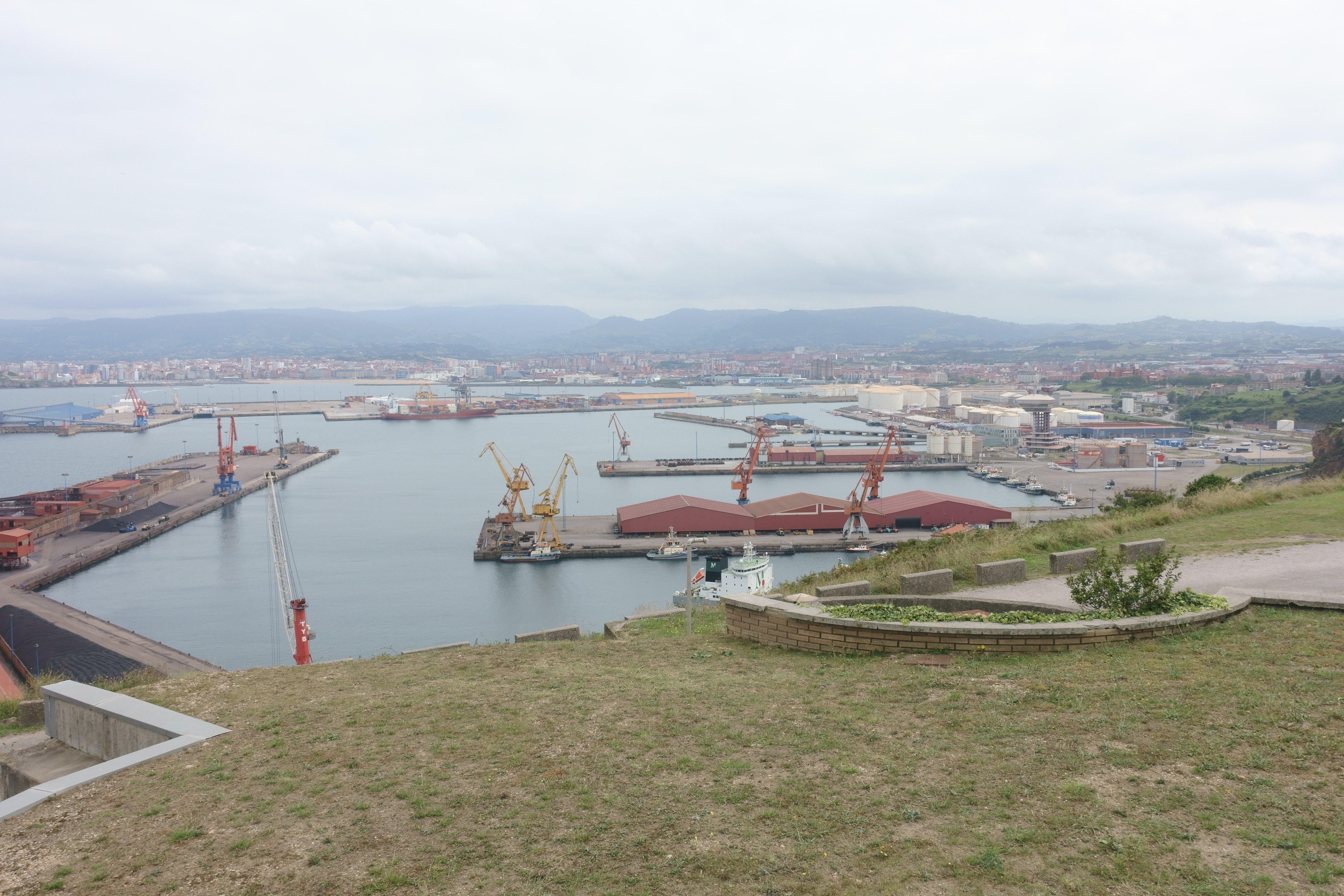
Vista parcial

- Vista parcialActividades y usos: , , , , ,   y .
  - Calado máximo: 25 metros
  - Superficie terrestre: 422 hectáreas
  - Superficie de flotación: 4059 hectáreas
  - Más de 10 kilómetros de muelles
  - Superficie de almacenamiento: 259 hectáreas
  - Superficie de almacenamiento cubierto:14.339 {\displaystyle m^{2}}
  - 13 grúas pórtico entre 7 y 16 toneladas
  - 2 grúas portacontenedores
  - 5 grúas automóviles
  - 2 rampas ro-ro[1]